# Polokwane (gemeente)
Polokwane (officieel Polokwane Plaaslike Munisipaliteit) is een gemeente in de provincie Limpopo (Noord-Transvaal) in het Zuid-Afrikaanse district Capricorn. De gemeente telt 628.999 inwoners.  De hoofdplaats van de gemeente is Pietersburg met ongeveer 150.000 inwoners. Tot 2003 was Pietersburg de officiële naam van de stad.
In het voetbalstadion van Pietersburg, het Peter Mokabastadion, dat in de gemeente Polokwane ligt zijn bij het WK voetbal van 2010 wedstrijden gespeeld.
Tegen de hellingen van de Ysterberg in de richting van Potgietersrus is een monument opgericht om de dodelijke slachtoffers te herdenken van de Plaasmoorde. Het bestaat uit duizenden witte kruisen. 

## Hoofdplaatsen
Het nationaal instituut voor de statistiek, Stats SA, deelt sinds de census 2011 deze gemeente in in 143 zogenaamde hoofdplaatsen (main place):
Badimong • Bergnek • Bloodriver • Boskopies • Chuenespoort • Ditenteng • Doornbult • Doornspruit • Elmadal • Ga-Chuene • Ga-Hlahla • Ga-kgole • Ga-Komape • Ga-Lekgothoane • Ga-Mabitsela • Ga-Mabotha • GaMagowa • GaMahlahle • GaMailula • Ga-Maja • GaMakanye • GaMakgoba • GaMakgobathe • Ga-Makibelo • GaMakweya • Gamalahlela • GaMamadila • GaMamphaka • GaManamela • GaMapangula • Ga-Matabanyane • GaMathiba • GaMboi • GaMmamatsha • GaMogano • GaMokgopo • GaMokwane • GaMolepo • GaMoropo • GaMothapo • Ga-Mothiba • Ga-Motholo • GaPotse • GaRamongwana • GaRamphere • GaSebati • GaSemenya • Ga-Setati • GaThaba • GaThoka • Ga-Tjale • GaTshwene A • GaTshwene B • Geluk • Kgohlwane • Kgokong • Kgoroshi • Kgwara • Kgwareng • Koloti • Komaneng • Kotishing • Kuschke • Laaste Hoop • Leeukuil • Lenyenye • Lithupaneng • Mabokelele • Madiga • Madiga A • Madiga B • Mahwibitswane • Makanye • Makatiane • Makeketela • Makgeng • Makgoba • Makgofe • Makgwaneng • Makgwareng • Makhwareng • Makotopong • Makubung • Mamotintane • Mankgaile • Mankweng • Mantheding A • Mantheding B • Marobala • Masealama • Masekwameng • Masenya • Masobohleng • Matobole • Megoring • Mehlakong • Mmadigorong • Mmotong • Mokgabane • Mokgurutlane • Molapi • Monyamane • Monywaneng • Moshate • Mothakeng • Motlhatsweng • Mountain View • Mphogodiba • Myngenoegen • Noko • Ntsima • Palmietfontein • Percy Fyfe • Perskebult • Phomolong • Polokwane • Polokwane NU • Ramakgaphola • Ramogale • Rietfontein • Sebayeng • Sebonapudi • Segwasi • Sekgweng • Sencherere • Sengatane • Seshego • Setotolwane • Sobiago • Syferkuil • Thabakgone • Thakgalang • Tholongwe • Thune • Titibe • Tsebela • Tshebeng • Tshware • Tshwene • Tweefontein • Vaalkop • Vierhoek.

## Geboren
- Hendrick Ramaala (1972), langeafstandsloper
- Jacques Fullard (1974), wielrenner
- Lyndon Ferns (1983), olympisch zwemkampioen
- Caster Semenya (1991), wereldkampioene 800 m hardlopen 2009